# Berzé-le-Châtel
Berzé-le-Châtel – miejscowość i gmina we Francji, w regionie Burgundia-Franche-Comté, w departamencie Saona i Loara.
Według danych na rok 1990 gminę zamieszkiwało 65 osób, a gęstość zaludnienia wynosiła 12 osób/km² (wśród 2044 gmin Burgundii Berzé-le-Châtel plasuje się na 845. miejscu pod względem liczby ludności, natomiast pod względem powierzchni na miejscu 1213.).